# Ido
Ido (ISO 639-3: ido), je logičan i jednostavan međunarodni umjetni jezik stvoren da bi olakšao komunikaciju među ljudima različitih govornih sredina i kultura. 
Ido je unaprijeđena i pojednostavljena inačica esperanta. Razvila ga je skupina jezikoslovaca, među kojima su znanstvenici dr. Louis de Beaufront, prof. Louis Couturat, prof. Richard Lorenz, prof. Wilhelm Ostwald, prof. L. Pfaundler i prof. Otto Jespersen.

Glavne promjene u idu se očituju u ortografiji gdje nema dijakritičkih znakova i nastavka za akuzativ. Akuzativ se upotrebljava samo onda kada je potrebno. Postoje također i neke razlike u rječniku i nastavcima (sufiksi i prefiksi) između ida i esperanta. Srodan je esperantu, talijanskom te latinskom jeziku te drugim romanskim jezicima. 

## Abeceda
A a B b C c D d E e F f G g H h I i J j K k L l M m N n O o P p Qq Rr S s T t U u V v W w X x Y y Z z

## Primjeri

### Opća deklaracija o ljudskim pravima
»Sva ljudska bića rađaju se slobodna i jednaka u dostojanstvu i pravima. Ona su obdarena razumom i sviješću i trebaju jedna prema drugima postupati u duhu bratstva.«

### Oče naš
| ido | hrvatski |
| --- | --- |
| Patro nia, qua esas en la cielo, Tua nomo santigesez; Tua regno advenez; Tua volo facesez, Quale en la cielo, tale anke sur la tero. Donez a ni cadie l'omnadia pano, E pardonez a ni nia ofensi, Quale anke ni pardonas a nia ofensanti, E ne duktez ni al tento, Ma liberigez ni del malajo. | Oče naš, koji jesi na nebesima, sveti se ime Tvoje, dođi kraljevstvo Tvoje, budi volja Tvoja, kako na nebu, tako i na zemlji. Kruh naš svagdanji daj nam danas, i otpusti nam duge naše, kako i mi otpuštamo dužnicima našim, i ne uvedi nas u napast, nego izbavi nas od Zla. |

## Vanjske poveznice
- The Ido Language  Arhivirana inačica izvorne stranice od 21. lipnja 2010. (Wayback Machine)
- http://www.ido.li
- http://io.wikipedia.org
- http://io.wiktionary.org